# 沙恩·巴茲
沙恩·奧斯汀·巴茲（英語：Shane Austin Baz，1999年6月17日—），為美國職棒大聯盟的投手，目前效力於坦帕灣光芒。他在2021年登上大聯盟。

## 職業生涯
2017年大聯盟選秀，海盜在首輪12順位選進巴茲。他在選秀會過後沒幾天就決定和海盜簽約。

### 匹茲堡海盜
2017年，巴茲在GCL聯盟吞下3敗，防禦率3.80。2018年，他升上新人聯盟。

### 坦帕灣光芒
2018年8月14日，光芒將克理斯·亞契交易到海盜，換來泰勒·格拉斯諾、奧斯汀·米多斯和一名日後指定球員，而巴茲就是那位指定球員。他在小聯盟拿下4勝5敗，防禦率4.47。2019年，他在1A拿下3勝2敗，防禦率2.99。球季結束後，巴茲到亞利桑那秋季聯盟繼續磨練。2021年6月，他入選未來之星明星賽。
2021年9月20日，巴茲登上大聯盟。他先發5局失2分，送出5次三振。他在美聯分區賽第二場完成季後賽的初登場。

## 國際賽
2021年7月2日，巴茲代表美國棒球隊出戰東京奧運。最後美國在金牌戰輸給地主日本，拿下銀牌。

## 外部連結
- 球員資訊和成績在MLB ，ESPN ，Baseball Reference ，Baseball Reference (Minors) ，Fangraphs ，The Baseball Cube （英文）